# Andelaroche
Andelaroche es una comuna francesa situada en el departamento de Allier, de la región de Auvernia-Ródano-Alpes.
Los habitantes se llaman Andelarochois.

## Geografía
Está ubicada a 45 km al sureste de Moulins.

## Demografía
| 352 | 371 | 357 | 300 | 288 | 267 | 282 | 260 |
| Para los censos de 1962 a 1999 la población legal corresponde a la población sin duplicidades (Fuente: INSEE [Consultar]) |     |     |     |     |     |     |     |